# انگوس

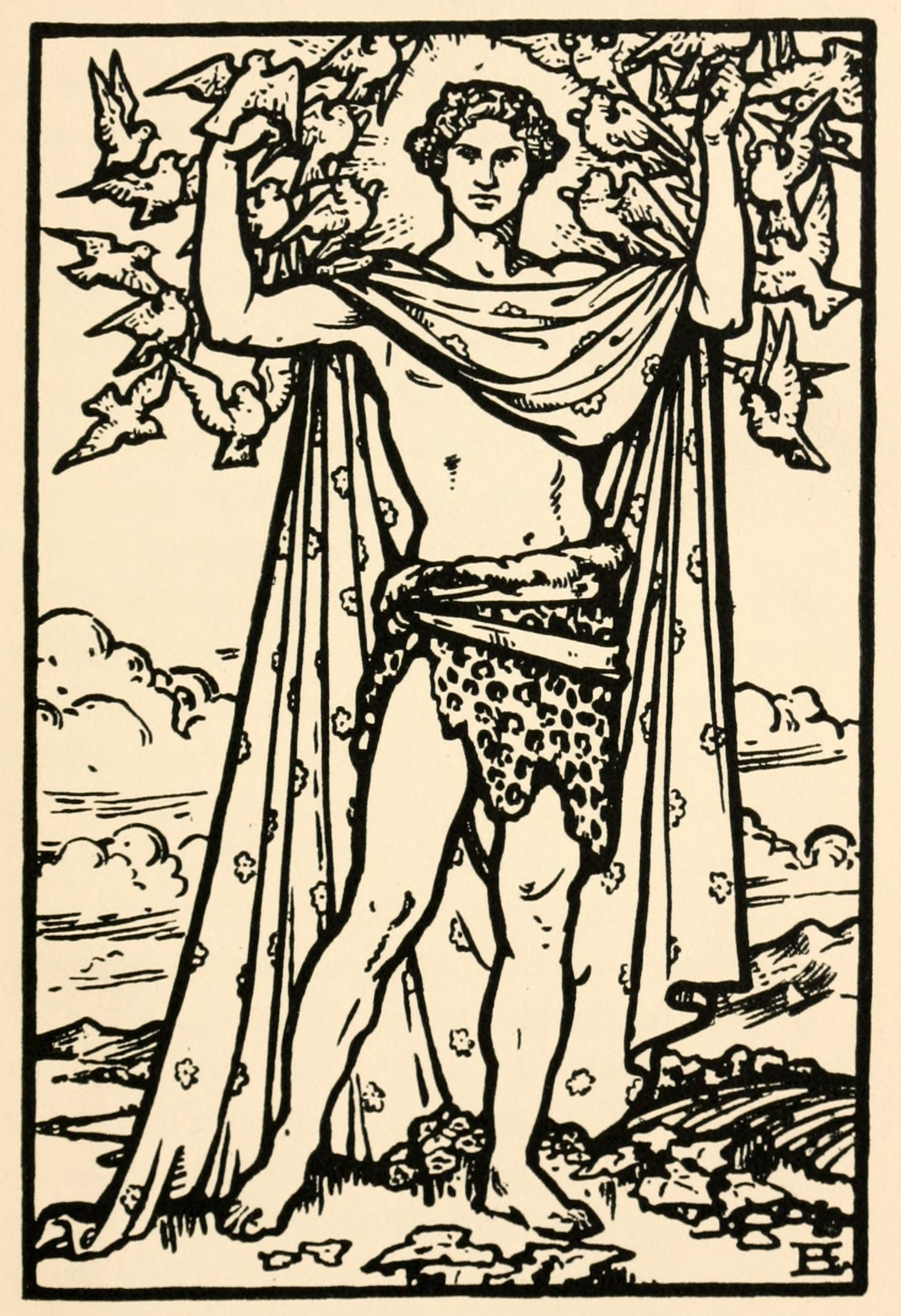
انگوس اثر بئاتریس الوری در قهرمانان سپیده دم ویولت راسل

انگوس خدای عشق در ایرلند پیش از مسیحیت بود و جزئی از خانواده توآتا دی دانان به‌شمار می‌رود. او پسر داگدا، خدای بزرگ ایرلند و بوآن, الهه رودخانه بوین بود. داگدا و بوآن برای پنهان کردن باردار شدن بوین، خورشید را به مدت نه ماه ثابت نگه داشتند و به این ترتیب انگوس در یک روز نطفه‌اش بسته شد و در همان روز متولد شد. انگوس حامی عاشقان بود اما خود او نیز گرفتار ماجرایی عاشقانه شد. او عاشق دختری به نام کار ایبورمیت شد. این دختر به علت خاصیت جادویی خود، هر سال در جشن سوون، به شکل قو درمی‌آمد. پدر کار با عشق انگوس موافقت نکرد و در نتیجه انگوس چاره‌ای نداشت جز این که به شکل کار را در هنگامی که قو هست، برباید؛ بنابراین در هنگام جشن سوون به دریاچه نزدیک می‌شود و با تبدیل خودش به شکل پرنده همراه با کار که در آن زمان شکل قو داشت به پرواز در می‌آید. انگوس با آواز خود به مدت سه شبانه‌روز همه را در خواب فرو برد و سپس این زوج به سمت قصر انگوس در برونه بونیه در کنار رود بوین پرواز کردند.

## اتین و میدر

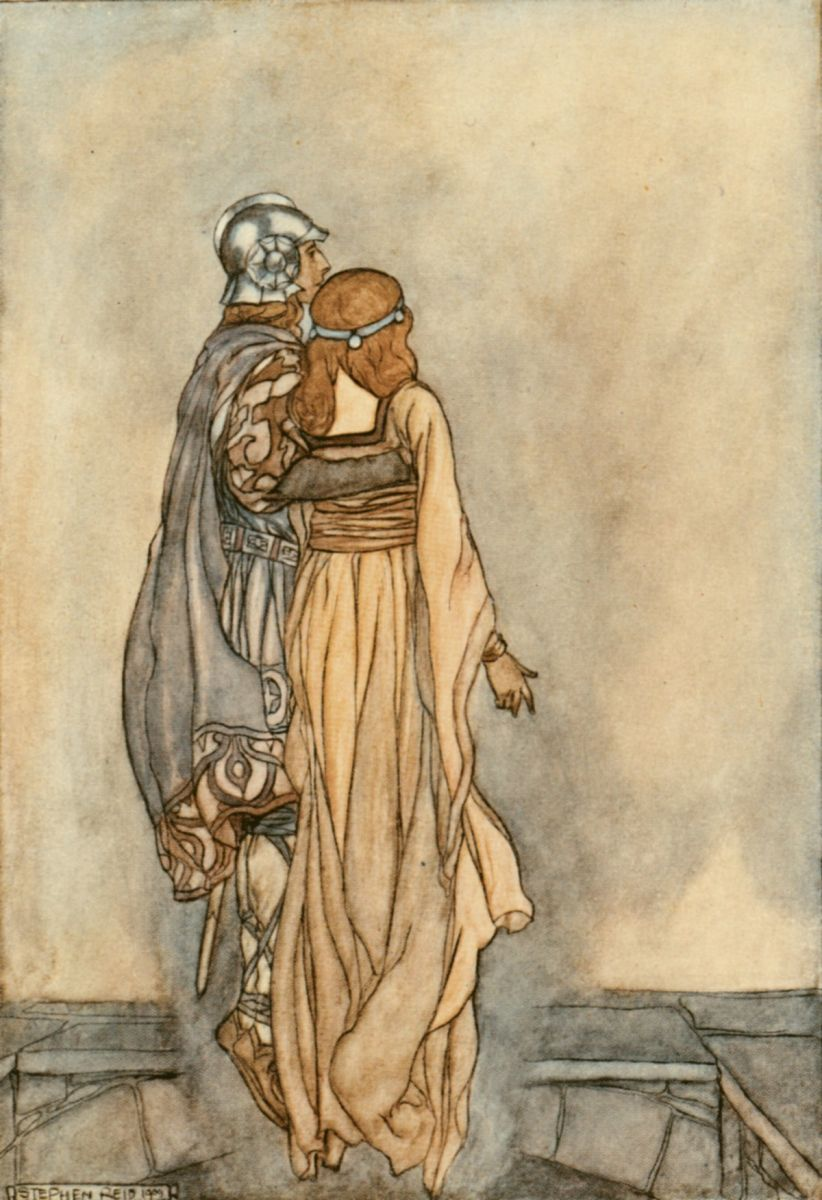
اتین و میدر تصویرگری استفان رید

نقش اصلی انگوس کمک کردن به عاشقان به هنگام بروز خطر است, به همین علت انگوس در امور زوج‌هایی مثل اتین و میدر مداخله می‌کند. میدر همچون انگوس از خدایان توآتا دی دانان است اما او عاشق دختری میرا به نام اتین می‌شود. این موضوع باعث حسادت همسر میدر, فوام‌ناخ, می‌شود. فوام‌ناخ, در ابتدا اتین را به شکل استخر آب و سپس به صورت مگس در می‌آورد اما اتین اگرچه که میراست اما قدرت جادویی دارد. او با صدای وز وز خود میدر را می‌خواباند یا از رسیدن دشمن مطلع می‌کند. فوام‌ناخ بادی ایجاد می‌کند تا اتین را دور کند. اما او نجات پیدا می‌کند و انگوس, خدای عشق, او را در قصرش کنار رود بوین پناه می‌دهد. انگوس تا حدی می‌تواند طلسم را خنثی کند و در نتیجه آن اتین به شکل انسانی‌اش باز می‌گردد اما بار دیگر فوام‌ناخ او را طلسم می‌کند و این بار اتین به پیاله شراب همسر ادار, قهرمان اولستر (منطقه‌ای در ایرلند), می‌افتد. میدر هزار سال به دنبال اتین می‌گردد و این بار او در قامت زنی سالخورده که با پادشاه ایرلند ازدواج کرده, می‌یابد. میدر با بوسیدن اتین باعث می‌شود که او دوباره میدر را به خاطر آورد و میدر خود و معشوقه‌اش را به قو تبدیل می‌کند و می‌گریزد. 